# Rácz Zsuzsa
Rácz Zsuzsa (Miskolc, 1972. február 5.  –) magyar író, újságíró, az Állítsátok meg Terézanyut! című könyv szerzője.

## Élete
18 éves kora óta Budapesten él. Diplomáit az ELTE angol és kommunikáció szakán, és a KRE szupervízor szakán szerezte. 1991-től tíz éven át szabadúszó újságíró, és a Petőfi Rádió (mr2) külsős munkatársa, ahol többek közt a Drogéria című drogproblémákkal foglalkozó műsort szerkesztette.
Jelenleg szupervízorként és coachként dolgozik. Első könyve, egy drogfüggő fiatalokkal készült riportkötet, 1998-ban Kábítószeretet címmel jelent meg. 2002-ben jelent meg az Állítsátok meg Terézanyut! címmel első regénye, amelyből 2004-ben készült az Állítsátok meg Terézanyut! című film, Hámori Gabriella főszereplésével. 2003 és 2008 között a Maxima című lapban heti rendszerességgel jelentek meg írásai.  Második regénye 2009. november 23-án jelent meg az Állítsátok meg Terézanyut! folytatásaként Nesze Neked Terézanyu! címmel.
2010-ben a Magyar PEN Club főtitkárának választotta. Ezzel ő lett az elsői női főtitkár a magyar PEN történetében.
Férjezett, két lánya van, akik 2007-ben és 2012-ben születtek.

## Művei
- Kábítószeretet (riportok, Csokonai kiadó, Debrecen, 1998, ISBN 963-260-125-4)
- Állítsátok meg Terézanyut! (Bestline–Édesvíz, Bp., 2002, ISBN 9789635285808)
- Nesze Neked Terézanyu! (Ulpius-ház, Bp., 2009, ISBN 9789632543055)
- Ismeritek Terézanyut? Válogatáskötet 1990–2010 között kiadott és kiadatlan írásokból; Sanoma Media, Bp., 2011 ISBN 9786155008924
- Kovácsné kivan (Terézanyu Könyvek., Bp., 2024 ISBN 9789638991119)

### Kábítószeretet
A riportkötetben tizennégy drogfüggő fiatal mondja el függőségének történetét. Ritka kivételként egyikük édesanyja is megszólal. A kötet a kilencvenes években, az ország északkeleti régiójában kialakult drogfogyasztói szubkultúra krónikája. Bár azóta ott is megváltoztak a szerhasználati szokások, a szenvedélybetegséghez vezető utak történetei ma is aktuálisak. A kötetet csak könyvtárakban lehet megtalálni.

### Állítsátok meg Terézanyut!
Rácz Zsuzsa 2002-ben formálta meg először a magyar szingli, Kéki Kata karakterét, aki gyorsan az olvasók százezreinek a szívébe lopta magát. A történet óriási sikert aratott, bár a kritikusok többsége nem mert véleményt alkotni egy olyan populáris, könnyen emészthető és élvezhető bestsellerről, amely viharos gyorsasággal igazi tömegkedvenccé vált és az átlagos néhány ezres eladott darabszámmal szemben több, mint 140  ezer eladott példánnyal állt az eladási listák élére, olvasói pedig beszavazták A Nagy Könyv 100-as listájára.
A könyvből megjelenése után két évvel nagyjátékfilmet forgattak.
2010-ben megnyerte a Libri Aranykönyv-díját, ezzel az évtized kedvenc regénye lett a szórakoztató irodalom kategóriában. Olyan szerzőket megelőzve, mint Rejtő Jenő, Janikovszky Éva, Vavyan Fable vagy Müller Péter.

### Nesze Neked Terézanyu!
Az Állítsátok meg Terézanyut! című könyv folytatása; 2009. november 23-án jelent meg. Az első három oldal elolvasható .
2010-ben – néhány hónappal a regény megjelenése után (!) – a Libri Aranykönyv szavazásán a 12. helyen végzett a szórakoztató irodalom kategóriában.
A Libri Aranykönyv öt kategóriában zajló versenyre összesen egymillió szavazat érkezett. A szórakoztató irodalom kategóriában Rácz Zsuzsa új regénye több, mint 1200 – szintén a díjra jelölt – művet megelőzve a 12. helyen végzett.

### Ismeritek Terézanyut?
20 év legjobb írásainak válogatása  .
Pontosan ez a kérdés a címe Rácz Zsuzsa vadonatúj könyvének is, és ez vicces. Mert én speciel baromira nem szeretném már közelebbről megismerni Terézanyut, Kéki Katát és a többi alibi-egót. Én, mint olvasó férfi, őszintén szólva Rácz Zsuzsára hajtok, régről ismerem, régről szeretem, és már nagyon szerettem volna, ha végre egyszer meztelen önmagában lép elém. Ha ő ír, és úgy ír, ami önmaga. Abban a rövidke műfajban, amit a magam részéről novelkáknak hívnék, de még pontosabb, ha szerzőjével definiáljuk. Te, képzeld, olvastam egy Ráczot. Egy Rácz az kb., maxima három flekknyi reagálás az élet egy teljesen jelentéktelennek tűnő mozzanatára, amiből aztán az írás végére mégiscsak élet-rajz lesz. És Rácz Zsuzsa ebben zseniális. Nem túlzás ez a szó, mert ezekben a rövidekben, vagy nevezzük töménynek, szóval ezekben a most összegyűjtött írásokban fájunk és nevetünk, miközben az életünk fontos dolgait és kérdéseit érintjük egy-egy pimfnek tűnő apropó kapcsán.
Nem tudom, milyen, amikor Rácz Zsuzsa női klubot vezet. Nem tudom, milyen lesz következő regénye, ha írja majd. De azt tudom, hogy Rácz Zsuzsának van egy saját műfaja, és saját műfaja csak annak van, akinek kivételes a világlátása és kivételes az írói tehetsége.
Az Ismeritek Terézanyut? című kiadvány Rácz Zsuzsa válogatott írásait tartalmazza 1990 és 2010 közöttről.

### Kovácsné kivan
A Nők Lapja: A 100 Legjobb könyv 2024, kortárs magyar regény kategória: 5. hely
Gondoskodom, tehát (ki?) vagyok?!
A könyv a megjelenése után 2 héttel bestseller lett, az első kiadás minden példányát elkapkodták a vásárlók. A könyv megjelenése után hónapokig volt a TOP 5-ben a legnagyobb könyvterjesztők listáin. 
Rácz Zsuzsa a Kovácsné kivan-ban nem kertel, nincs pink máz, de vannak éles helyzetek, kimerültség és feszültség és persze, sírva-röhögés. Láthatóvá teszi a nőket abban az élethelyzetben, amelyben a legtöbben talán a legmagányosabbak, miközben mindenki csak azt szeretné tőlük hallani: ugye boldog vagy?!
A könyvről számtalan méltató kritika jelent meg, az egyik legrészletesebb és átfogóbb:
Terézanyut felfalta és megemésztette Kovácsné - Könyves magazin 
Rácz Zsuzsa új könyve, a Kovácsné kivan, az Állítsátok meg Terézanyut! című, 2002-ben megjelent kultikus regényének folytatása. Ez egy nagyon fontos információ, hiszen sokan éppen emiatt várják nagy izgalommal. Íme néhány részlet, amit az új könyvről tudunk:
A történet: A Kovácsné kivan Kéki Kata, az Állítsátok meg Terézanyut! főszereplőjének életét követi nyomon az anyaság és a családalapítás után. Kata, aki korábban a szabad szellemű szingli életet élte, most Kovácsnéként, anyaként találja magát egy teljesen új helyzetben. A könyv humorral és őszinteséggel ábrázolja a kisgyerekes lét kihívásait, az anyaság örömeit és nehézségeit, a munka és a család összeegyeztetésének problémáit. A könyv tehát nem csak a Terézanyu rajongóinak szól, hanem mindenkihez, aki valaha is szembesült már a családi élet, az anyaság vagy az apaság kérdéseivel.
A hangvétel: A könyv a Rácz Zsuzsára jellemző fergeteges humorral és szókimondással íródott. Nem kertel, nem szépít, hanem kendőzetlenül mutatja be a valóságot, miközben végig megőrzi a könnyed, szórakoztató hangnemet.
A fogadtatás: A Kovácsné kivan hatalmas sikert aratott és napjainkban is kapható, 2024. decemberében már az 5. (!) kiadásnál tart!
A nagy érdeklődés miatt valószínűleg sok évig lesz még elérhető a könyvesboltok polcain. 
Az olvasók ezrei miatt pillanatok alatt bestseller lett. Sokan dicsérik a könyv őszinteségét, humorát és azt, hogy olyan témákat mer feszegetni, amelyekről sokszor nem beszélünk nyíltan.
A kiadás: A könyv 2023-ban jelent meg, és 2024-ben egy sokkal stílusosabb és esztétikusabb borítóval látott napvilágot a regény 4. kiadása. A Moly.hu közönség szavazata a 2 féle borítóról:

Összefoglalva: A Kovácsné kivan egy fantasztikusan megírt humoros, őszinte és szórakoztató regény, amely a mai nők és családok életéről szól. A könyv méltó folytatása a Terézanyu történetének, és azoknak is ajánlott, akik még nem olvasták az előző részt. A könyv nem csupán szórakoztat, hanem gondolatokat is ébreszt, és segít megérteni a mai anyák és apák kihívásait.
Érdemes lehet elolvasni a könyvről szóló kritikákat és olvasói véleményeket is, hogy még teljesebb képet kapjunk róla. 
A visszajelzéseket olvasva, feltűnő, hogy milyen sok férfi olvasója is van a könyvnek és nagy többségük nagyon fontos regényként értékeli Rácz Zsuzsa új regényét. 

## Elismerések
- 2024 - A Nők Lapja: A 100 Legjobb könyv 2024, kortárs magyar regény kategória: Rácz Zsuzsa: Kovácsné kivan, 5. hely[11]
- 2011 – Az 50 legbefolyásosabb magyar nő, La femme
- 2010 – Aranykönyv Díj, Állítsátok meg Terézanyut! az évtized kedvenc regénye, Libri
- 2005 – Nívódíj, Miskolc Város
- 2002 – Te vagy a legjobb!, Cosmopolitan
- 2002 – Miniszteri elismerő oklevél a drogprevenciós munkáért, GYISM
- 1996 – Junior Nívódíj, Magyar Rádió
- 1995 – Toleranciadíj, Autonómia Alapítvány
- 1995 – Petőfi-díj, Magyar Rádió